# ガーフィールド郡 (ネブラスカ州)
ガーフィールド郡（ガーフィールドぐん、Garfield County）はアメリカ合衆国ネブラスカ州に位置する郡である。2000年現在、人口は1,902人である。ここの郡庁所在地はバーウェルである。

## 地理
アメリカ合衆国統計局によると、この郡は総面積1,480 km2 (571 mi2) である。このうち1,476 km2 (570 mi2) が陸地で3 km2 (1 mi2) が水地域である。総面積の0.23%が水地域となっている。

### 隣接する郡
- ウィーラー郡 - (東)
- バレー郡 - (南)
- ループ郡 - (西)
- ホルト郡 - (北)

## 人口動勢
2000年現在の国勢調査で、この郡は人口1,902人、813世帯、及び529家族が暮らしている。人口密度は1/km2 (3/mi2) である。1/km2 (2/mi2) の平均的な密度に1,021軒の住居が建っている。この郡の人種的構成は白人98.79%、アフリカン・アメリカン0.00%、先住民0.21%、アジア0.05%、太平洋諸島系0.05%、その他の人種0.37%、及び混血0.53%である。人口の1.00%がヒスパニックまたはラテン系である。
この郡内の住民は23.50%が18歳未満の未成年、18歳以上24歳以下が4.40%、25歳以上44歳以下が20.50%、45歳以上64歳以下が26.80%、及び65歳以上が24.80%にわたっている。中央値年齢は46歳である。女性100人ごとに対して男性は91.90人である。18歳以上の女性100人ごとに対して男性は85.40人である。
この郡の世帯ごとの平均的な収入は27,407米ドルであり、家族ごとの平均的な収入は34,762米ドルである。男性は24,563米ドルに対して女性は16,146米ドルの平均的な収入がある。この郡の一人当たりの収入 (per capita income) は14,368米ドルである。人口の12.60%及び家族の9.70%は貧困線以下である。全人口のうち18歳未満の11.50%及び65歳以上の18.60%は貧困線以下の生活を送っている。

## 都市
- バーウェル (Burwell)

1. ↑   Find a County, National Association of Counties 2011年6月7日閲覧。
2. ↑   American FactFinder, United States Census Bureau 2008年1月31日閲覧。